# فریاد (آلبوم)
فریاد نام آلبوم موسیقی سنتی ایرانی است با آهنگسازی کیهان کلهر و حسین علیزاده و صدای محمدرضا شجریان که در سال ۱۳۸۱ در لس آنجلس اجرا و در سال ۱۳۸۲ منتشر شده‌است. این آلبوم در دستگاه راست پنجگاه، شور و همایون اجرا شده‌است. این آلبوم در مراکش هم اجرا شده است.

## شرح

### هنرمندان
- تار: حسین علیزاده
- خواننده: محمدرضا شجریان
- کمانچه: کیهان کلهر
- تنبک و آواز: همایون شجریان

### فهرست
روی الف
- مقدمهٔ راست پنجگاه: نگارا
- آواز راست پنجگاه (غزل سعدی)
- ضربی نغمه(ساخته کیهان کلهر )
- ادامهٔ آواز راست پنجگاه
- تصنیف سمن بویان(ساخته کیهان کلهر)
- ساز و آواز (غزل حافظ)
- چهارمضراب دشتی(ساخته کیهان کلهر )
- تصنیف فریاد (شعر از اخوان ثالث)(ساخته محمدرضا شجریان )

روی ب
- ساز و آواز ابوعطا (غزل حافظ)
- تصنیف چهره به چهره
- چهارمضراب ابوعطا (ساختهٔ حسین علیزاده)
- هم آوازی در شوشتری (غزل سعدی)
- تصنیف یار دلنواز (ساختهٔ حسین علیزاده)
- مقدمهٔ ترکمن
- قطعهٔ ترکمن همراه با آواز فریاد (ساختهٔ حسین علیزاده)
- فرود به راست پنجگاه
- تصنیف بوسه‌های باران (ساختهٔ حسین علیزاده)

## متن شعرها

### هر که سودای تو دارد چه غم از هر که جهانش
شعر از سعدی؛ مشخصات عروضی: بر وزن: فعلاتن فعلاتن فعلاتن فعلاتن؛ بحر: رمل مثمن مخبون

(درآمد راست)

هر که سودای تو دارد چه غم از هر دو جهانش
نگران تو چه اندیشه و بیم از دگرانش
(نغمه)

آن پی مهر تو گیرد که نگیرد پی خویشش
وان سر وصل تو دارد که ندارد غم جانش
(پروانه)

هر که از یار تحمل نکند یار مگویش
هر که در عشق ملامت نکشد مرد مخوانش
(نغمه)

به جفایی و قفایی نرود عاشق صادق
مژه بر هم نزند گر بزنی تیر و سنانش
(نغمه)

گفتم از ورطه عشقت به صبوری به در آیم
باز می‌بینم و دریا نه پدید است کرانش
(عراق)

عهد ما با تو نه عهدی که تغیر بپذیرد
بوستانی است که هرگز نزند باد خزانش
(بیات عجم)

گر فلاطون به حکیمی مرض عشق بپوشد
عاقبت پرده بر افتد ز سر راز نهانش
(فرود)

نرسد نالهٔ سعدی به کسی در همه عالم
که نه تصدیق کند که ز سر دردی ست فغانش

### سمن بویان
شعر از حافظ؛ مشخصات عروضی: بر وزن: مفاعیلن مفاعیلن مفاعیلن مفاعیلن (هزج مثمن سالم)

| سمن بویان غبار غم چو بنشینند بنشانند      |  | پری رویان قرار از دل چو بستیزند بستانند |
| به فتراک جفا دل‌ها چو بربندند بربندند      |  | ز زلف عنبرین جان‌ها چو بگشایند بفشانند   |
| به عمری یک نفس با ما چو بنشینند برخیزند   |  | نهال شوق در خاطر چو برخیزند بنشانند     |
| سرشک گوشه گیران را چو دریابند در یابند    |  | رخ مهر از سحرخیزان نگردانند اگر دانند   |
| ز چشمم لعل رمانی چو می‌خندند می‌بارند       |  | ز رویم راز پنهانی چو می‌بینند می‌خوانند   |
| دوای درد عاشق را کسی کو سهل پندارد        |  | ز فکر آنان که در تدبیر درمانند در مانند |
| چو منصور از مراد آنان که بردارند بر دارند |  | بدین درگاه حافظ را چو می‌خوانند می‌رانند  |
| در این حضرت چو مشتاقان نیاز آرند ناز آرند |  | که با این درد اگر دربند درمانند درمانند |

### بیا که رونق این کارخانه کم نشود
شعر از حافظ؛ مشخصات عروضی: بر وزن: مفاعلن فعلاتن مفاعلن فعلن؛ بحر: مجتث مثمن مخبون محذوف

(نیریز)

بیا که رونق این کارخانه کم نشود
به زهد همچو تویی یا به فسق همچو منی
(نیریز)

ببین در آینه جام نقش بندی غیب
که کس به یاد ندارد چنین عجب ز منی
(شکسته)

ز تند باد حوادث نمی‌توان دیدن
در این چمن که گلی بوده‌است یا، سمنی
(عشاق)

از این سَموم که بر طرف بوستان بگذشت
عجب که بوی گلی هست و رنگ نسترنی
(عراق اشاره به نهیب و فرود به کرد بیات)

به صبر کوش تو ای دل که حق رها نکند
چنین عزیز نگینی به دست اهرمنی
(درآمد دشتی و فرود)

مزاج دهر تبه شد در این بلا حافظ
کجاست فکر حکیمی و رای برهمنی

### فریاد
شعراز مهدی اخوان ثالث
خانه ام آتش گرفته‌است، آتشی جانسوز
هر طرف می سوزد این آتش
پرده‌ها و فرش‌ها را، تارشان با پود
من به هر سو می‌دوم گریان
در لهیب آتش پر دود
وز میان خنده هایم تلخ، و خروش گریه ام ناشاد
از درون خستهٔ سوزان، می‌کنم فریاد، ای فریاد
خانه ام آتش گرفته‌است، آتشی بی رحم
همچنان می سوزد این آتش
نقش‌هایی را که من، بستم به خون دل
بر سر و چشم در و دیوار
در شب رسوای بی ساحل
وای بر من، وای بر من
سوزد و سوزد غنچه‌هایی را که پروردم
به دشواری در دهان گود گلدان ها
روزهای سخت بیماری، از فراز بام هاشان شاد
دشمنانم موزیانه خنده‌های فتحشان بر لب
بر من آتش بجان ناظر
در پناه این مشبک شب
من به هر سو می‌دوم گریان، از این بیداد
میکنم فریاد، ای فریاد
وای بر من همچنان می سوزد این آتش
آنچه دارم یادگار و دفتر و دیوان
و آنچه دارد منظر و ایوان
من بدستان پر از تاول
این طرف را می‌کنم خاموش
وز لهیب آن روم از هوش
زان دگر سو شعله برخیزد، بگردش دود
تا سحرگاهان که می‌داند
که بود من شود نابود
خفته‌اند این مهربان همسایگانم شاد در بستر
صبح از من مانده بر جا مشت خاکستر
وای آیا هیچ سر بر می‌کنند از خواب
مهربان همسایگانم از پی امداد
سوزدم این آتش بیدادگر بنیاد
می کنم فریاد
ای فریاد

### دلا بسوز که سوز تو کارها بکند
شعر از حافظ؛ مشخصات عروضی: بر وزن: مفاعلن فعلاتن مفاعلن فعلن؛ بحر: مجتث مثمن مخبون محذوف

(جمله اول درآمد ابوعطا)

دلا بسوز که سوز تو کارها بکند
نیاز نیم شبی دفع صد بلا بکند
(جملهٔ دوم درآمد ابوعطا)

عتاب یار پری چهره عاشقانه بکش
که یک کرشمه تلافیِ صد جفا بکند
(جامه دران)

طبیب عشق مسیحا دم است و مشفق لیک
چو درد در تو نبیند که را دوا بکند
(حجاز)

ز ملک تا ملکوتش حجاب برگیرند
هر آنکه خدمت جام جهان نما بکند
(حجاز)

تو با خدای خود انداز کار و دل خوش دار
که رحم اگر نکند مدعی، خدا بکند
(فرود در شور)

بسوخت حافظ و بویی به زُلفِ یار نبرد
مگر دلالَتَ این دولتش صبا بکند

### گر به تو افتدم نظر چهره به چهره رو به رو
شعر از شاه طاهر (طاهرای) دکنی انجدانی؛ مشخصات عروضی: بر وزن: مفتعلن مفاعلن مفتعلن مفاعلن؛ بحر: رجل مثمن مطوی مخبون

(سیخی)

گر به تو افتدم نظر چهره به چهره رو به رو
شرح دهم غم تو را نکته به نکته مو به مو
(رامکلی)

از پی دیدن رخت همچو صبا فتاده‌ام
خانه به خانه در به در کوچه به کوچه کو به کو
(رامکلی)

مهر تو را دل حزین بافته با قماش جان
رشته به رشته نخ به نخ تار به تار و پو به پو
(رامکلی)
می‌رود از فراق تو خون دل از دو دیده‌ام
دجله به دجله یم به یم چشمه به چشمه جو به جو

### تو را سری است که با ما فرو نمی‌آید
شعر از سعدی؛ مشخصات عروضی: بر وزن: مفاعلن فعلاتن مفاعلن فعلن؛ بحر: مجتث مثمن مخبون محذوف

(شوشتری)

تو را سری است که با ما فرو نمی‌آید
مرا دلی که صبوری از او نمی‌آید
(شوشتری)

کدام دیده به روی تو باز شد همه عمر
که آب دیده به رویش فرو نمی‌آید
(شوشتری منصوری)

جز این قدر نتوان گفت در جمال تو عیب
که مهربانی از آن طبع و خو نمی‌آید
(نی داود)

چه عاشق است که فریاد دردناکش نیست
چه مجلس است که از اوهای و هو نمی‌آید
(شوشتری فرود در همایون)

به شیر بود مگر شور عشق سعدی
که پیر گشت و تغیر در او نمی‌آید

### آواز فریاد
شعر از فریدون مشیری
مشت می‌کوبم بر در
پنجه می‌سایم بر پنجره‌ها
من دچار خفقانم، خفقان
من به تنگ آمده‌ام از همه چیز
بگذارید هواری بزنم
آی! با شما هستم
این درها را باز کنید
من به دنبال فضایی می‌گردم
لب بامی
سر کوهی
دل صحرایی
که در آن‌جا نفسی تازه کنم
می‌خواهم فریاد بلندی بکشم
که صدایم به شما هم برسد
من هوارم را سر خواهم داد
چاره درد مرا باید این داد کند
از شما خفتهٔ چند
چه کسی می‌آید با من فریاد کند

### بوسه‌های باران
شعر از محمدرضا شفیعی کدکنی
| ای مهربان تر از برگ در بوسه‌های باران   |  | بیداری ستاره در چشم جویباران         |
| آیینه ی نگاهت پیوند صبح و ساحل         |  | لبخند گاه گاهت صبح ستاره باران       |
| بازآ که در هوایت خاموشی جنونم          |  | فریادها برانگیخت از سنگ کوه ساران    |
| ای جویبار جاری! زین سایه برگ مگریز     |  | کاین گونه فرصت از کف دادند بی شماران |
| گفتی: به روزگاران مهری نشسته گفتم      |  | بیرون نمی توان کرد حتی به روزگاران   |
| بیگانگی ز حد رفت ای آشنا مپرهیز        |  | زین عاشق پشیمان سرخیل شرمساران       |
| پیش از من و تو بسیار بودند و نقش بستند |  | دیوار زندگی را زین گونه یادگاران     |
| وین نغمه ی محبت بعد از من و تو ماند    |  | تا در زمانه باقی ست آواز باد و باران |